# 奇齡
奇齡，清朝政治人物。
光緒二十九年八月，接替全善。擔任江蘇荆溪縣知縣。后由恩厚接任。